# 鈴木小赤蘚
鈴木小赤蘚（学名：Oligotrichum suzukii）为土馬騣科小赤蘚屬下的一个种。